# Erimystax insignis
Erimystax insignis es una especie de peces de la familia de los Cyprinidae en el orden de los Cypriniformes.

## Morfología
Los machos pueden llegar alcanzar los 10 cm de longitud total.

## Hábitat
Es un pez de agua dulce.

## Distribución geográfica
Se encuentran en Norteamérica: Virginia, Carolina del Norte, Kentucky, Tennessee,  Georgia y Alabama (Estados Unidos ).